# Ellzee
Ellzee er en kommune i Landkreis Günzburg i Regierungsbezirk Schwaben i den tyske delstat Bayern. Den er en del af Verwaltungsgemeinschaft Ichenhausen.

## Geografi
Ellzee ligger i Region Donau-Günz.
Ud over Ellzee ligger landsbyerne Hausen/GZ og Stoffenried i kommunen.